# Agapetes moorei
Agapetes moorei là một loài thực vật có hoa trong họ Thạch nam. Loài này được Hemsl. mô tả khoa học đầu tiên năm 1903.